# Tawny Kitaen
Julie E. "Tawny" Kitaen (San Diego, Califòrnia, 5 d'agost de 1961 – Newport Beach, 7 de maig de 2021) fou una actriu estatunidenca. Va aparèixer en alguns videos del grup de hard rock Whitesnake, entre els quals el reeixits "Here I Go Again", i "Is This Love". Kitaen va estar casada amb el vocalista d'aquesta banda, David Coverdale, de 1989 a 1991. També va tenir un compromís amb el jugador de beisbol Chuck Finley de 1997 al 2002. Un dels seus primers papers en cinema va ser en la pel·lícula de Tom Hanks Comiat de solter.

## Filmografia
- 1984: Gwendoline
- 1984: Comiat de solter (Bachelor Party)
- 1986: Crystal Heart
- 1986: Justícia instantània (Instant Justice)
- 1986: Joc diabòlic (Witchboard)
- 1986: Happy Hour
- 1989: White Hot
- 1993: Tres de cors Three of Hearts
- 1995 i 1997: Hercules: The Legendary Journeys (sèrie de televisió; 3 episodis)
- 1997: Dead Tides
- 2014: After Midnight
- 2015: Come Simi